# Ajibola Adeoye
Ajibola Adeoye es un deportista nigeriano que compitió en atletismo adaptado. Ganó cinco medallas en los Juegos Paralímpicos de Verano en los años 1992 y 1996.

## Palmarés internacional
| Juegos Paralímpicos | Juegos Paralímpicos      | Juegos Paralímpicos | Juegos Paralímpicos      |
| Año                 | Lugar                    | Medalla             | Prueba                   |
| ------------------- | ------------------------ | ------------------- | ------------------------ |
| 1992                | Barcelona (España)       | Medalla de oro      | 100 m TS4                |
| 1992                | Barcelona (España)       | Medalla de oro      | 200 m TS4                |
| 1996                | Atlanta (Estados Unidos) | Medalla de oro      | 100 m T45-46             |
| 1996                | Atlanta (Estados Unidos) | Medalla de oro      | 200 m T45-46             |
| 1996                | Atlanta (Estados Unidos) | Medalla de plata    | Salto de longitud F45-46 |